# رافائلو لئوناردو
رافائلو لئوناردو (انگلیسی: Raffaello Leonardo؛ زادهٔ ۱ مهٔ ۱۹۷۳) قایقران روئینگ اهل ایتالیا است.